# سیارک ۲۳۳۵۵۹
سیارک ۲۳۳۵۵۹ (به انگلیسی: 233559 Pizzetti، نامگذاری:2007PJ)۲۳۳۵۵۹مین سیارک کشف شده‌است که در ۰۴ اوت ۲۰۰۷ کشف شد.